# Steinheim (Noordrijn-Westfalen)
Steinheim is een stad en gemeente in de Duitse deelstaat Noordrijn-Westfalen, gelegen in de Kreis Höxter. De gemeente telt 12.617 inwoners (31 december 2020) op een oppervlakte van 75,68 km². 

## Geografische situatie
Steinheim ligt ongeveer 15 km ten zuidoosten van Detmold. De stad behoort tot het district Höxter en ligt in het noordoosten van de deelstaat Noordrijn-Westfalen.
De gemeente ligt  in een licht  golvend gebied, op 140 tot 200 meter boven zeeniveau, niet ver ten oosten van het tot 400 meter hoge Eggegebergte, Sandebeck ligt eigenlijk al in dat middelgebergte. Verder in oostelijke richting strekken zich de tot 450 meter hoge ruggen van het Weserbergland uit.
De bodems zijn geologisch sterk verschillend, en doorgaans bedekt met tijdens het  Pleistoceen eroverheen gestoven löss. Daardoor is er relatief veel vruchtbaar akkerland.
Door de gemeente stromen enkele beken, waarvan de Emmer de belangrijkste  is. Dit is een, niet bevaarbaar, zijriviertje van de Wezer. De dalen van al deze stroompjes zijn ecologisch waardevol. Er komen vrij veel zeldzame planten en dieren  voor.

### Naburige plaatsen
Naburige gemeentes zijn  Bad Driburg en Nieheim, in het zuiden en zuidoosten. Wat verder weg,  in het zuiden,  ligt Brakel.
Daarnaast, in het noorden en westen, in de Kreis Lippe: Schieder-Schwalenberg en Horn-Bad Meinberg. Wat verder weg, in het noordwesten ligt Detmold.

De negen Stadtbezirke (stadsdistricten) van Steinheim

## Plaatsen in de gemeente Steinheim
| Ortsteil                | Aantal inw. |
| ----------------------- | ----------- |
| Bergheim (Steinheim)    | 1.006       |
| Eichholz (Steinheim)    | 0.247       |
| Grevenhagen             | 0.229       |
| Hagedorn (Steinheim)    | 0.104       |
| Ottenhausen (Steinheim) | 0.506       |
| Rolfzen                 | 0.358       |
| Sandebeck               | 0.894       |
| Steinheim-stad          | 8.196       |
| Vinsebeck               | 1.170       |
| Totaal:                 | 12.7100     |

Peildatum 31-12-2024. Tweede-woningbezitters zijn niet meegeteld.

## Infrastructuur

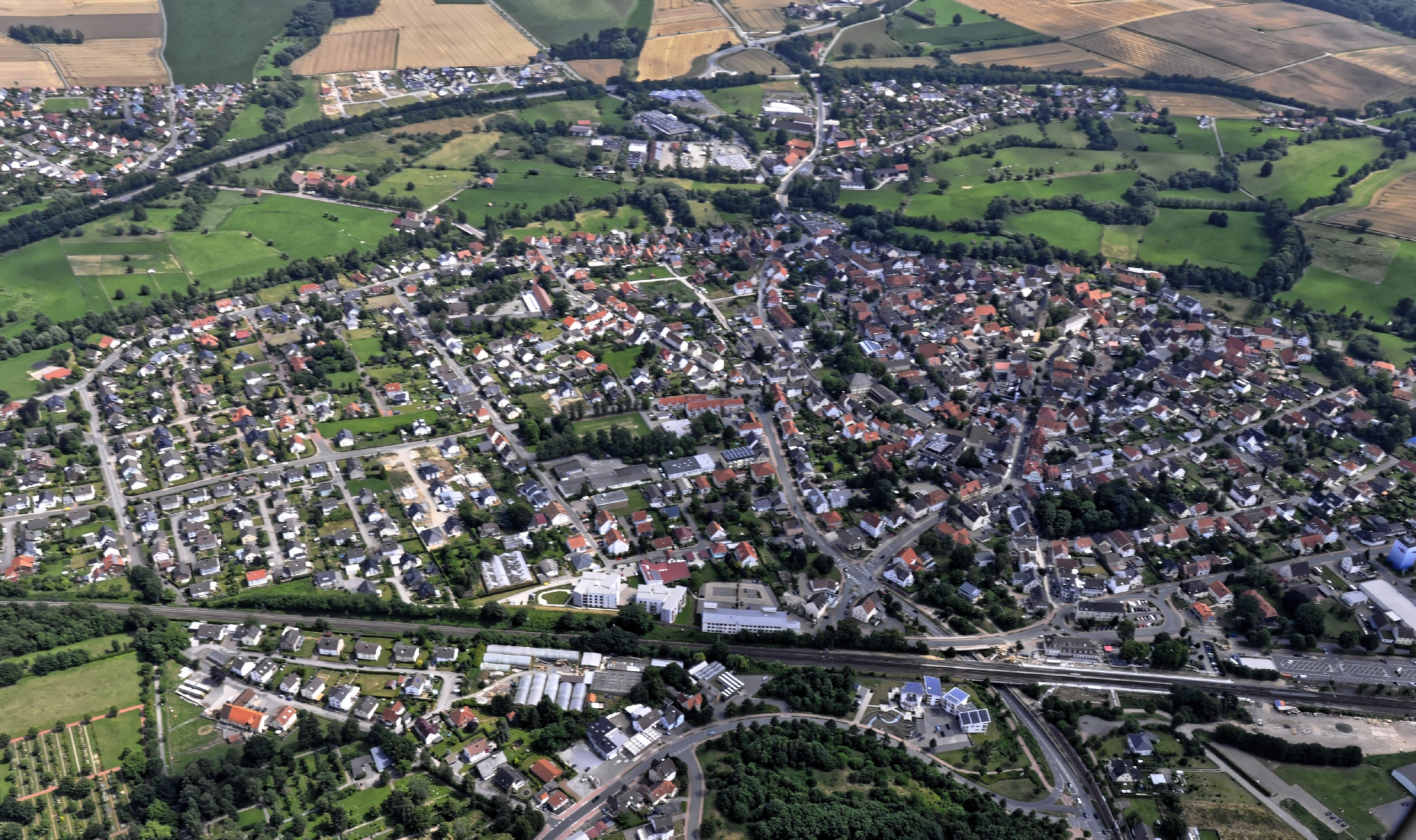
Luchtfoto centrum Steinheim (2015)
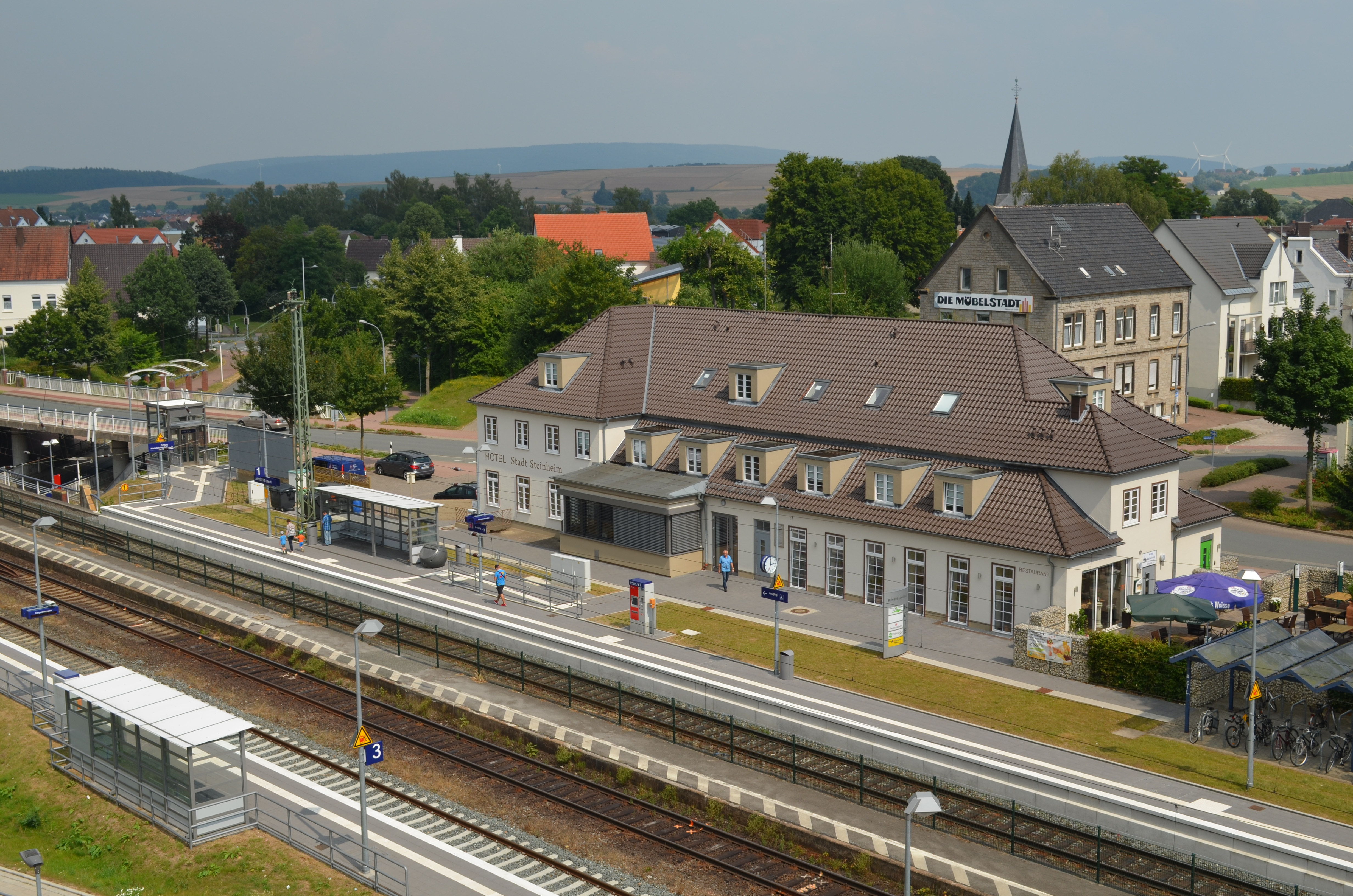
Station (na de modernisering in 2016)
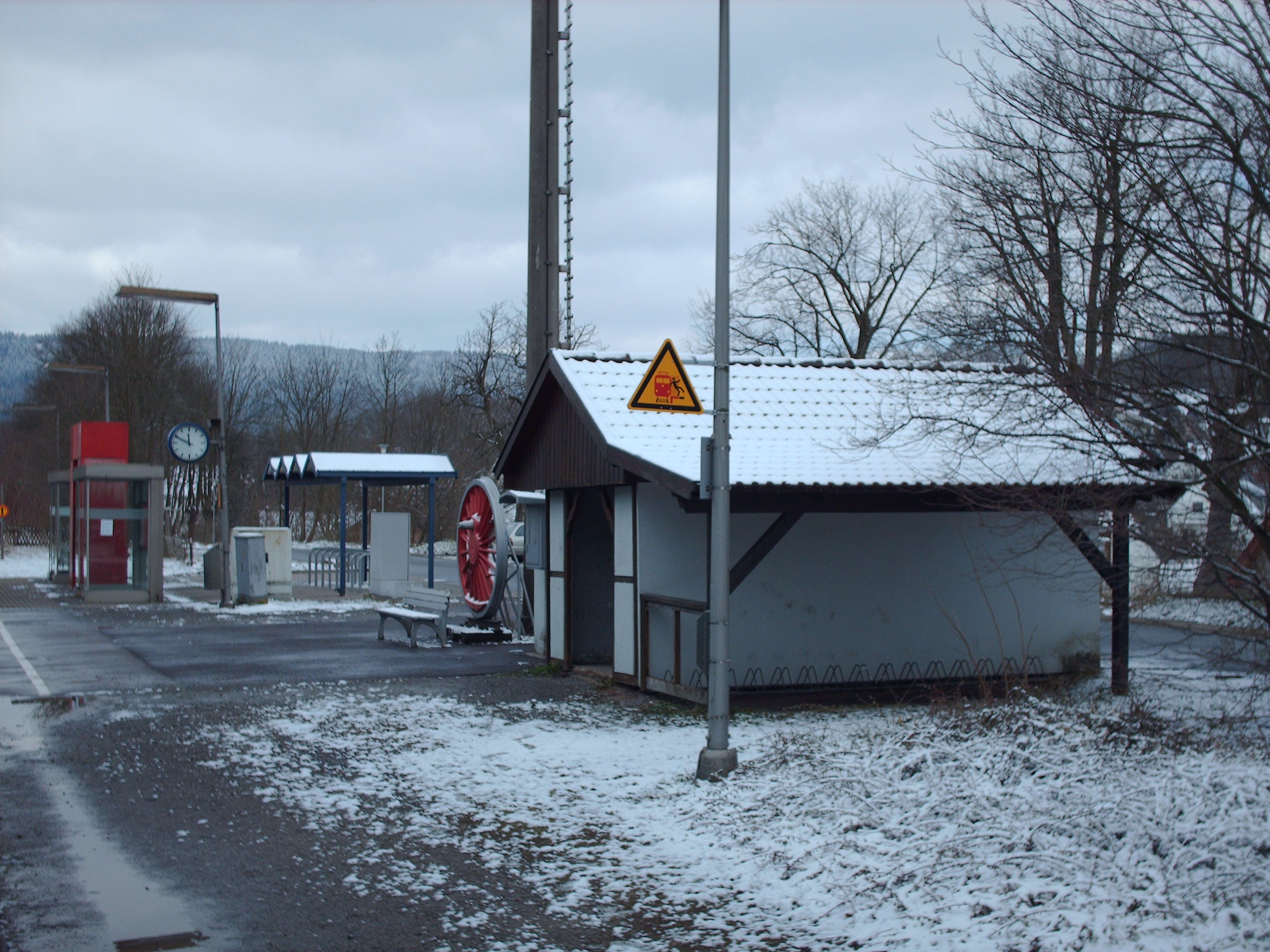
Stationnetje te Sandebeck
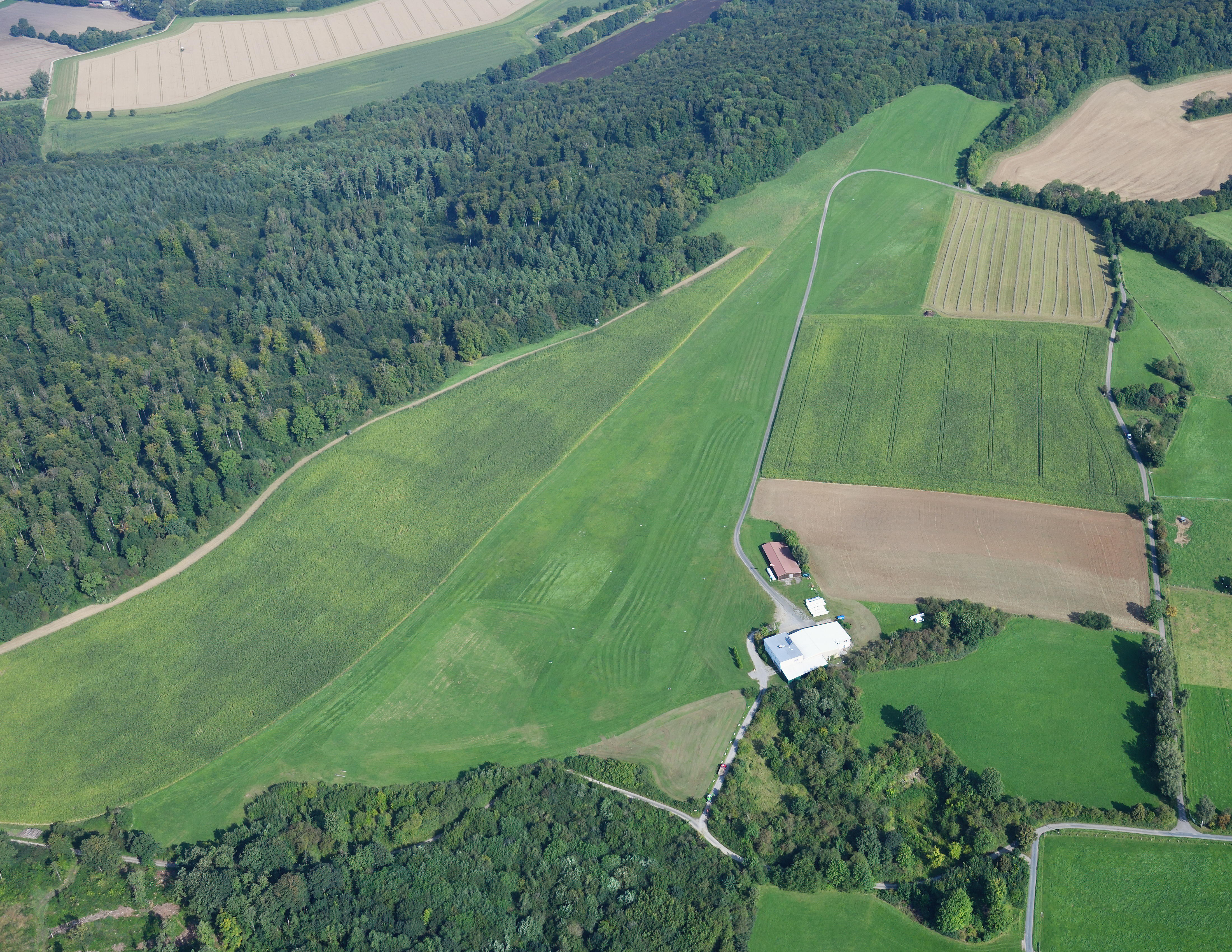
Zweefvliegterrein bij Vinsebeck

Hoofdverkeerswegen, die door de gemeente lopen, zijn:
- de Bundesstraße 239 en
- de Bundesstraße 252

Deze Bundesstraßen lopen ten oosten van het centrum van Steinheim over een gemeenschappelijk tracé.
De dichtstbijzijnde autosnelwegverbinding is liefst 40 km van het stadje verwijderd: Autobahn A 33, afrit 26 bij Paderborn, daarvandaan circa 34 km noordoostwaarts over de Bundesstraße 1 naar Horn-Bad Meinberg, vandaar circa 6 km oostwaarts over de Bundesstraße 239.
De stad heeft een station aan de spoorlijn Hannover - Soest op 20 km voorbij Station Altenbeken, noordoostwaarts in de richting van Hannover Hauptbahnhof. Het in de gemeente gelegen dorp Sandebeck heeft een klein station aan de lokaalspoorlijn Herford-Altenbeken-Paderborn, slechts enkele kilometers ten noorden van Station Altenbeken. Steinheim is door talrijke buslijnen met bijna alle omliggende plaatsen verbonden; de meeste daarvan rijden echter slechts twee tot vijf keer per dag, en in de weekends nog minder vaak.
Vinsebeck heeft een 1000 m lange graspiste, gelegen op 247 m hoogte, die gebruikt wordt voor de zweefvliegsport met lierstart (Segelfluggelände Vinsebeck-Frankenberg).

## Geschiedenis

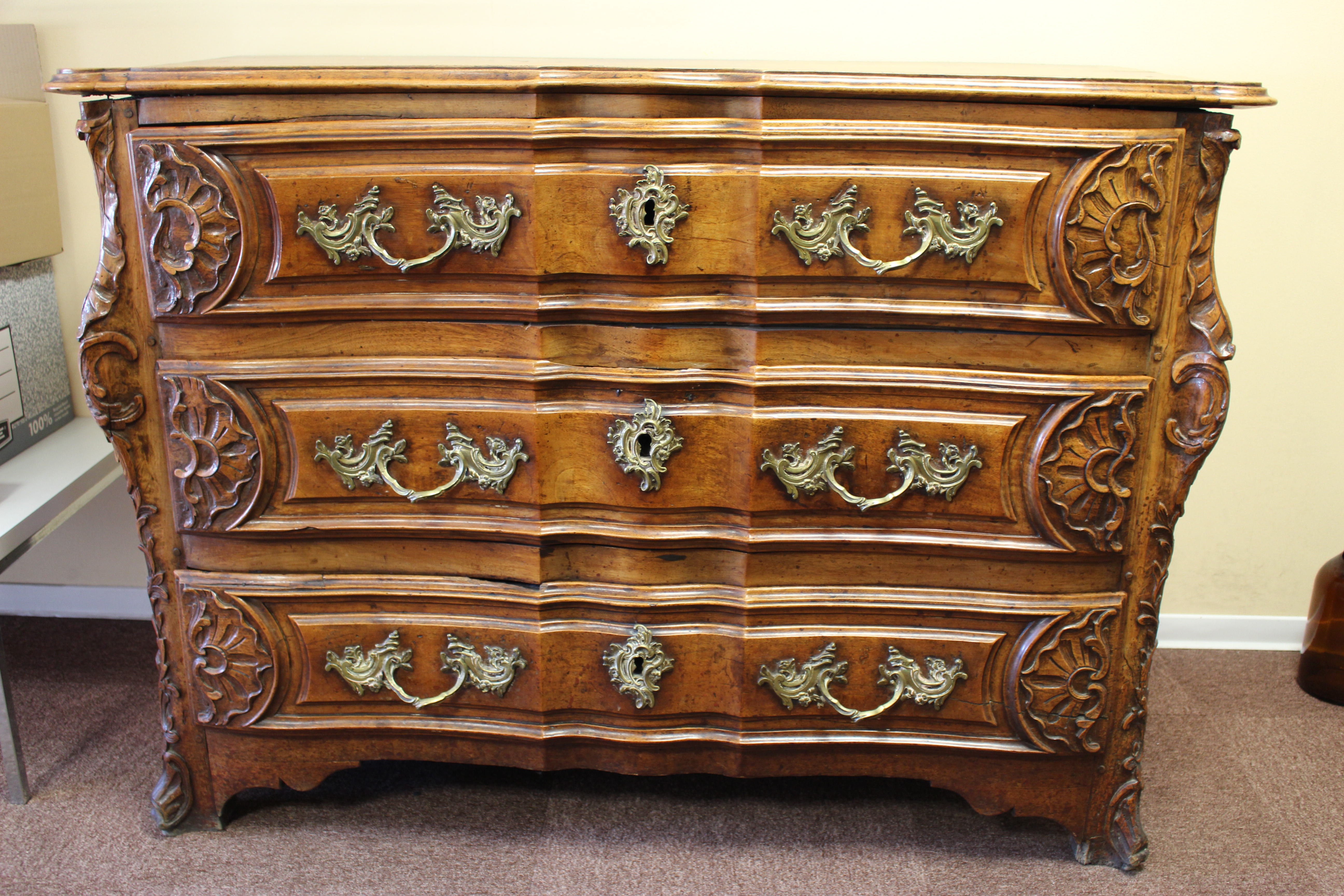
Kabinetkast, imitatie Lodewijk XV-stijl, firma Spilker, circa 1900

Steinheim ligt op een locatie, waar al sinds de Midden-Steentijd mensen wonen; het grootste deel van het land rondom het huidige stadje is met löss bedekt en dus vruchtbaar land. Rond het begin van de jaartelling woonden hier de Cherusken.
In 970 wordt de plaats, die in de tijd van Karel de Grote een Frankisch missiegebied in Saksenland was, voor het eerst in een document vermeld. In 1275 verleende de prinsbisschop van Paderborn de plaats Steinheim stadsrechten. In die tijd werd bij Steinheim ook een burcht gebouwd.
De plaats lag van de middeleeuwen tot 1803 meestal in het noorden van het Prinsbisdom Paderborn, dichtbij Lippe (zie: Heerlijkheid Lippe; Vorstendom Lippe). De Reformatie in de 16e eeuw leidde er niet toe, dat de bevolking massaal overging van de Rooms-Katholieke Kerk naar het protestantisme. Tot op de huidige dag is een kleine meerderheid van de christenen in de gemeente rooms-katholiek; circa 20% van hen is evangelisch-luthers. Alle in dit artikel genoemde kerkgebouwen zijn rooms-katholiek, tenzij uitdrukkelijk anders vermeld.
Zoals bijna overal in deze regio, veroorzaakte de Dertigjarige Oorlog (1618-1648) veel ellende; ook het kasteel van de stad werd in die tijd (1639) verwoest. In 1637 leed de stad voor het laatst onder een dodelijke uitbraak van de pest. Daarop werd besloten Sint-Rochus, de zogenaamde pest-heilige, tot patroonheilige van Steinheim uit te roepen. Er ontstond een, nog steeds bestaande, traditie van jaarlijkse kerkelijke vieringen (in de 21e eeuw niet meer alleen rooms-katholiek, maar samen met de evangelisch-lutherse kerkgemeente). Ook zijn enkele instellingen in de stad naar Sint-Rochus genoemd. Sinds 1638 bleef Steinheim van de pest verschoond. In 1729 werd Steinheim door een grote stadsbrand geteisterd.
Na de val van Napoleon in 1815 kwam Steinheim in Pruisen, en vanaf 1871 in het Duitse Keizerrijk te liggen. In de eerste helft van de 19e eeuw was Steinheim een tamelijk arm stadje met veel Ackerbürger, dat zijn mensen, die binnen de stadsmuren wonen en buiten de muren een, meestal kleine, boerderij hebben.
Van 1884 - 1938 beschikten de Joden in Steinheim over een synagoge. Bij de Kristallnacht, ten tijde van Adolf Hitlers Derde Rijk, op 9 november 1938, werd deze verwoest. Daarmee begon ook hier de Holocaust. Meer dan 30 Joden uit Steinheim kwamen om in de vernietigingskampen. Alle andere Joden trokken weg naar het buitenland. De Tweede Wereldoorlog veroorzaakte in Steinheim relatief weinig materiële schade.
Tussen 1872 en 1875 verkreeg Steinheim aansluiting op het spoorwegnet. Van circa 1860 tot 1970 was Steinheim een centrum van meubelmakersbedrijven; er werden tot ver in de 20e eeuw stijlmeubelen, vaak kopieën van rococo-meubelen vervaardigd. Met name leden van de familie Spilker speelden in deze industrie vanaf 1863 een voorname rol; zij fabriceerden de meubelen niet alleen, maar ontwierpen die ook. Omstreeks 1970 veranderde de mode op dit gebied, terwijl door de gestegen loonkosten de Steinheimer meubelfabrieken niet meer tegen de buitenlandse concurrenten op konden. Nog altijd staan in het stadje diverse verlaten meubelfabrieken. Enige blijven behouden als industrieel erfgoed en kregen, en krijgen, in de periode 1980-2030 een andere bestemming. Na de teloorgang van de meubelindustrie omstreeks 1970 ontstond een groot werkloosheidsprobleem, dat anno 2020 nog niet is opgelost.
Per 1 januari 1970 werden, in het kader van gemeentelijke herindelingen, acht kleine gemeenten rondom Steinheim bij de gemeente gevoegd. Grevenhagen, vanaf 1535 tot 1970 een bestuurlijk onder het Lipper land vallend, maar rooms-katholiek dorp, werd bij een gebiedsruil met Horn-Bad Meinberg deel van Steinheim.

## Economie
Na de teloorgang van de meubelindustrie omstreeks 1970 ontstond een groot werkloosheidsprobleem, dat anno 2020 nog niet is opgelost. Vervangende werkgelegenheid is ten dele ontstaan door vestiging van midden- en kleinbedrijf en talrijke kleine ambachtelijke en industriële ondernemingen, echter bijna uitsluitend van niet meer dan regionale betekenis. In de periode vanaf 2020 is men gaan zoeken naar uitbreiding van de dienstensector, vooral het toerisme, anno 2024 nog met beperkt succes.

## Bezienswaardigheden, toerisme
Kasteel Vinsebeck is in het kader van rondleidingen te bezichtigen (na telefonische afspraak met graaf Wolff Metternich, die de eigenaar en bewoner is). Zie de website van de gemeente Steinheim onder Sehenswürdigkeiten. Het barokke interieur van dit in 1720 voltooide kasteel is kunsthistorisch belangrijk. Het wordt als de belangrijkste bezienswaardigheid van de gemeente beschouwd. 
In één van de voormalige meubelfabrieken van Steinheim is het stedelijke Meubelmuseum ingericht.
De meest bezienswaardige kerk van de gemeente is de rooms-katholieke, gotische Onze-Lieve-Vrouwe- of Mariakerk in Steinheim-stad. Zie onderstaande afbeeldingen.
Eén van de inwoonsters van de stad heeft haar huis aan de Höxterstraße 11 voor het publiek opengesteld als particulier berenmuseum.
Bij het dorp Ottenhausen staat de Bauernburg. Het is een massief stenen gebouw, dat van rond het jaar 1300 dateert. Of het in het verleden een vliedburg, een graanopslagplaats of een deel van een kasteeltje is geweest, is niet meer vast te stellen. Het gebouw is voor het publiek toegankelijk als zogenaamde escape room. Vanaf medio 2025 is er ook een klein streekmuseum in gevestigd.
Steinheim ligt aan drie langeafstands-fietsroutes, waaronder de Euroroute R1. Geoefende wandelaars kunnen  in het Eggegebergte onder andere de ruim 15 km ten westen van het stadje liggende, meer dan 450 meter hoge heuvel Velmerstot, in de buurgemeente Horn-Bad Meinberg, beklimmen. De gemeente ligt ten dele in een natuurreservaat langs de Emmer en haar zijbeek Heubach.
In Steinheim worden jaarlijks diverse feestelijke evenementen gehouden. Zo wordt er ieder voorjaar uitbundig carnaval gevierd, met een grote Rosenmontags-optocht op carnavalsmaandag. Verder wordt er nog rond 1 mei een meerdaagse jaarmarkt Schlemmertage (smul-dagen) gehouden en in het najaar een grote kermis. Deze evenementen trekken duizenden bezoekers aan, tot zelfs wel uit Hannover en het Ruhrgebied.

## Afbeeldingen

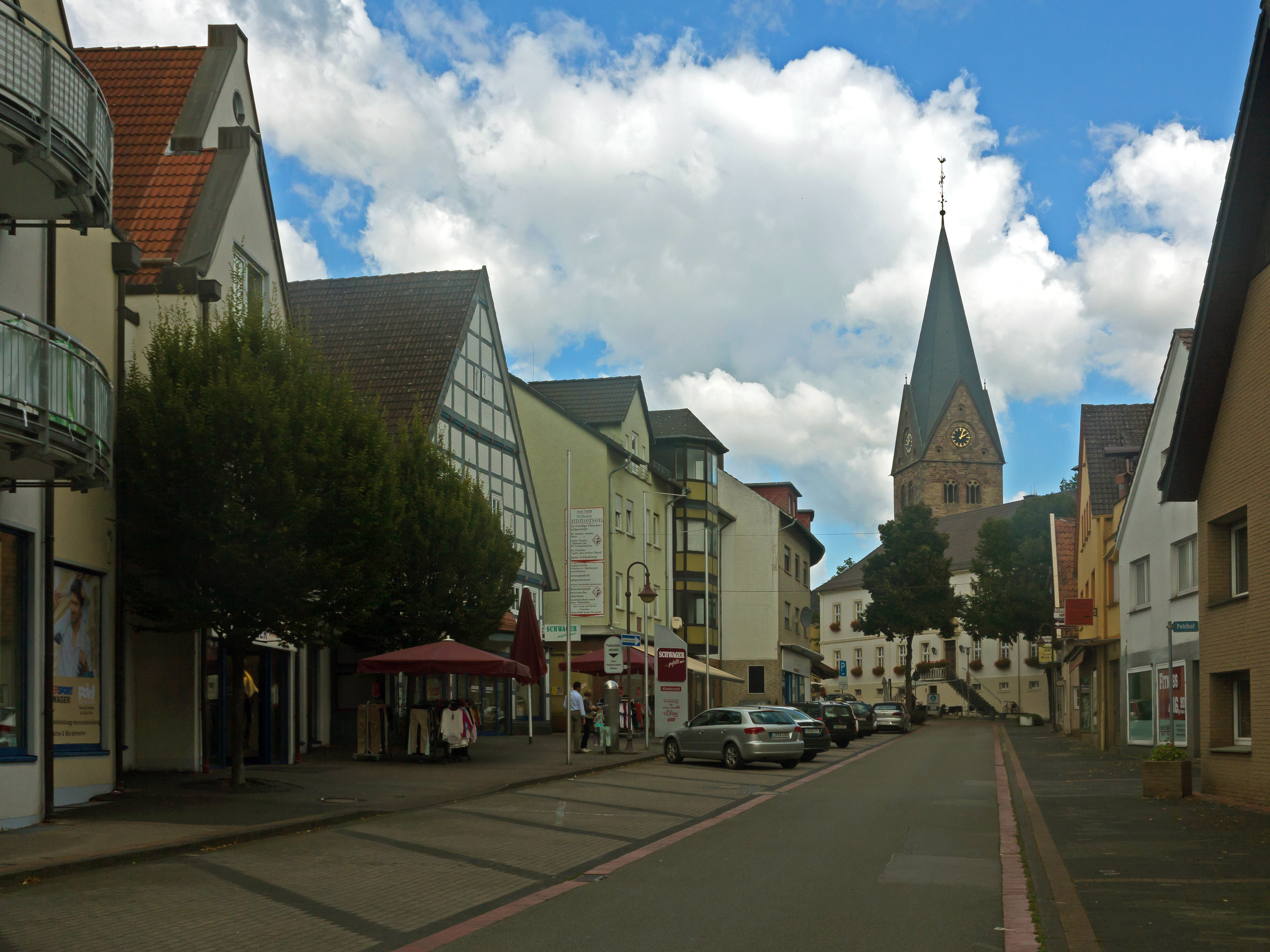
Winkelstraat in Steinheim richting de O.L. Vrouwekerk
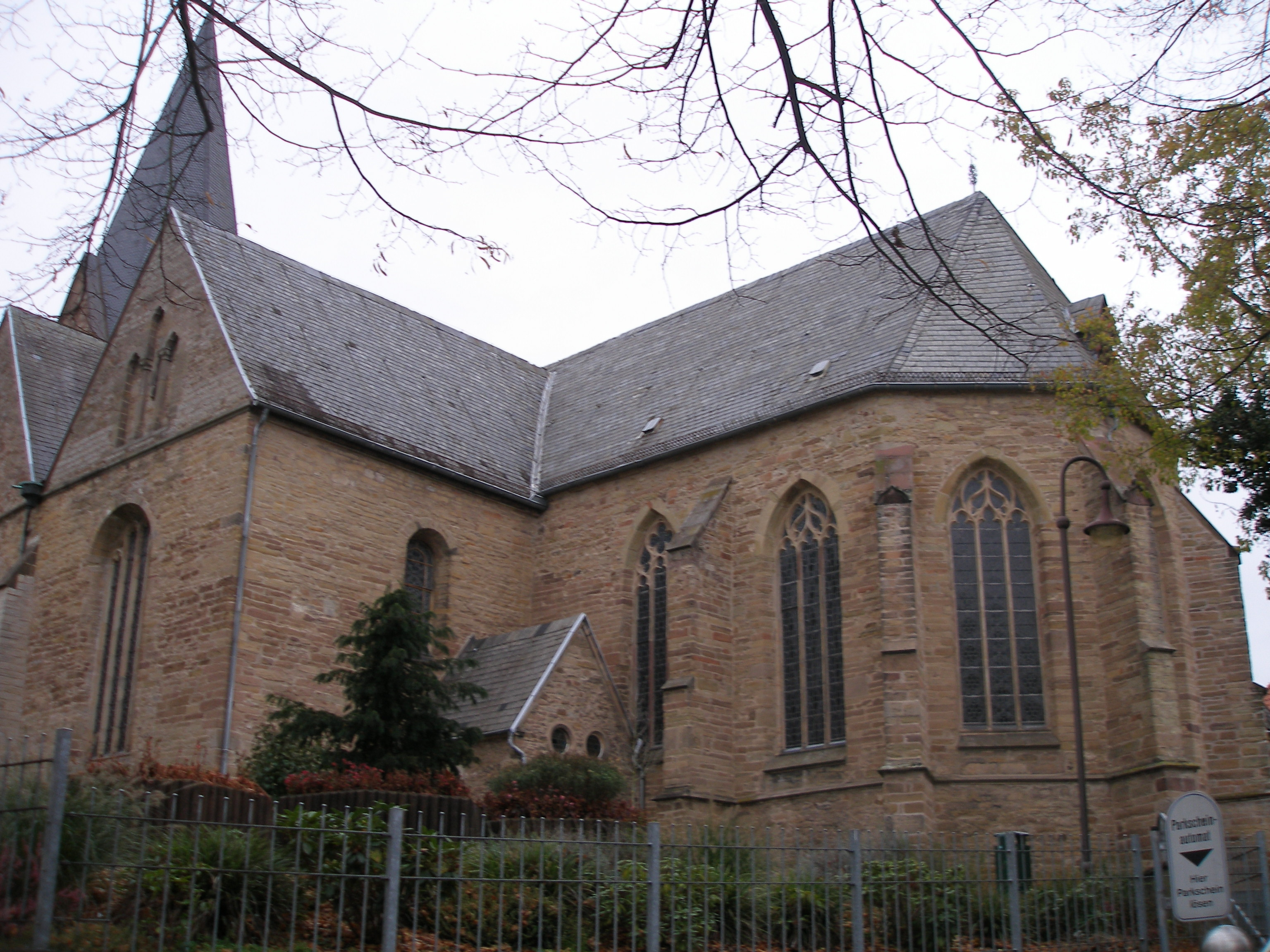
Steinheim, rooms-katholieke O.L. Vrouwekerk (gotisch, 1231)
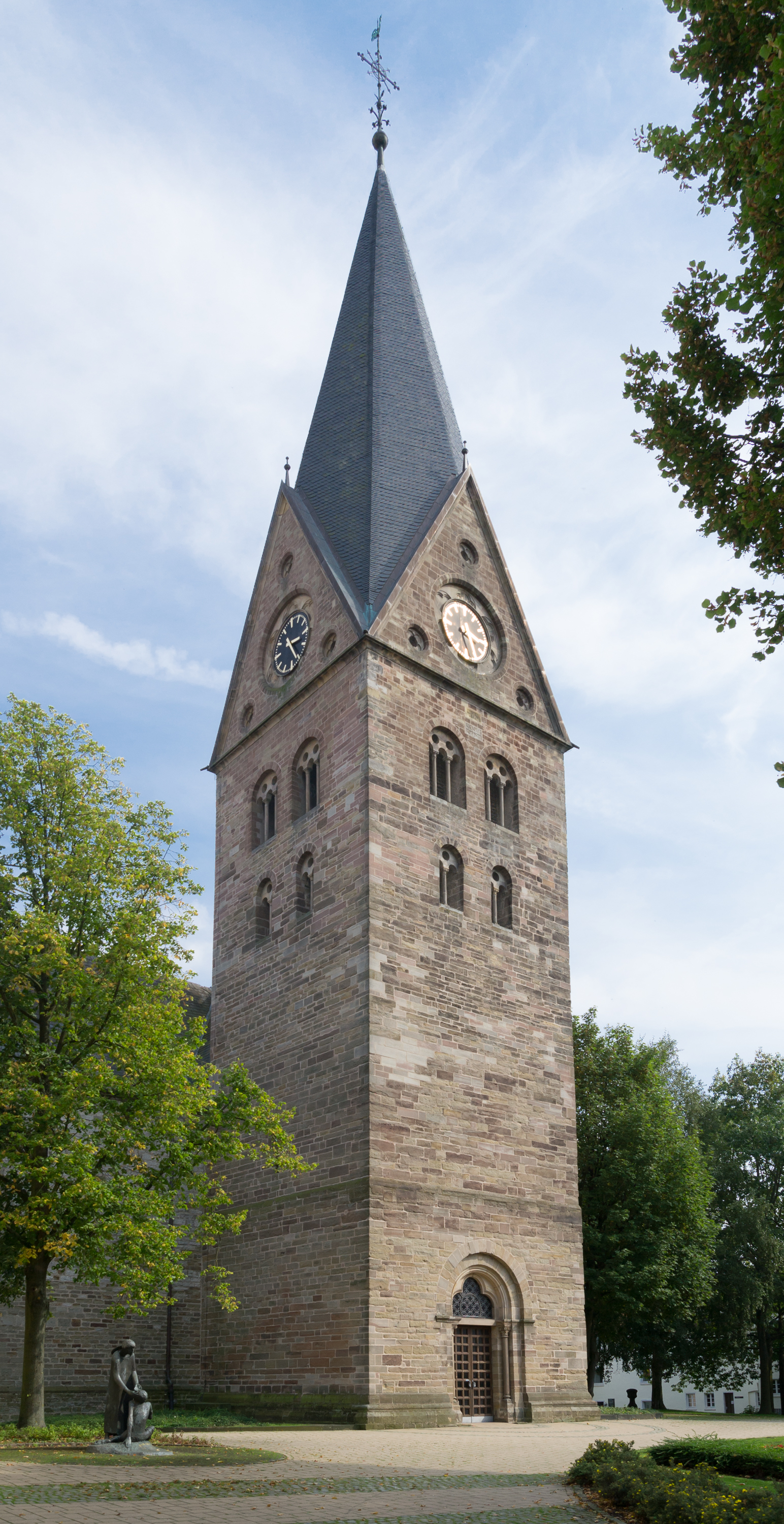
De romaanse toren van deze kerk
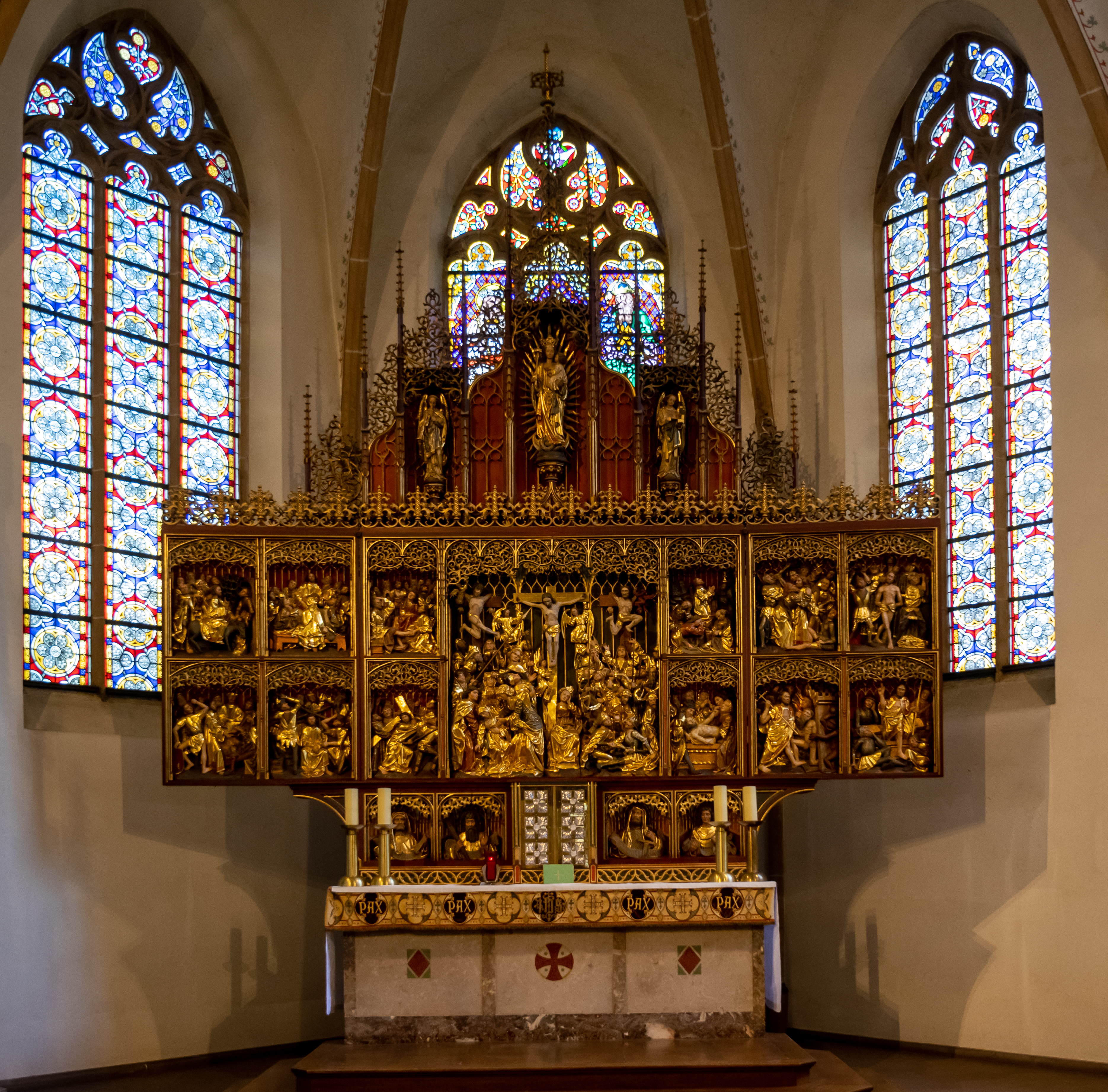
Altaarstuk (retabel; kort na 1500 gemaakt) in dit kerkgebouw
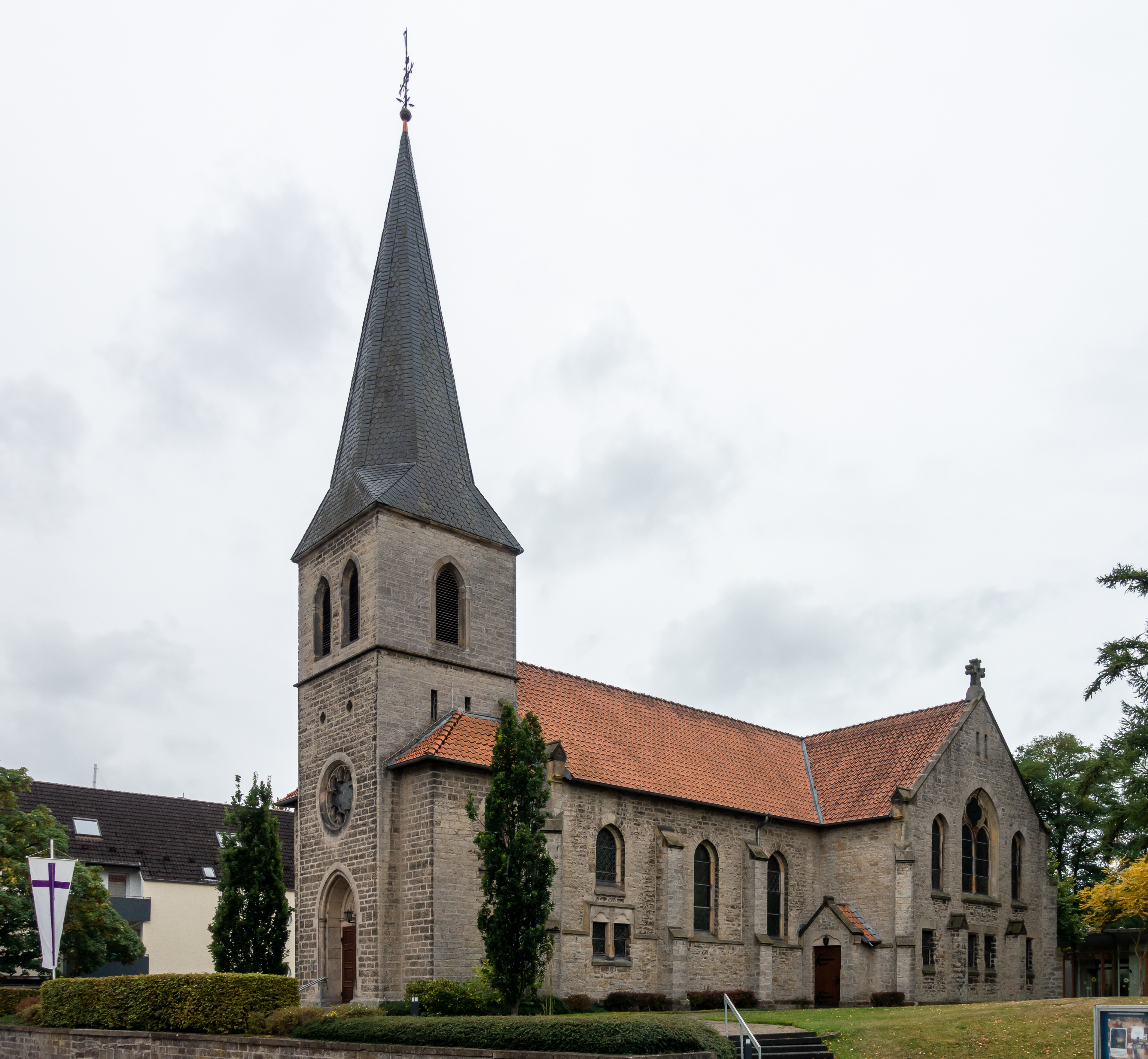
Evang.-lutherse kerk (1899)
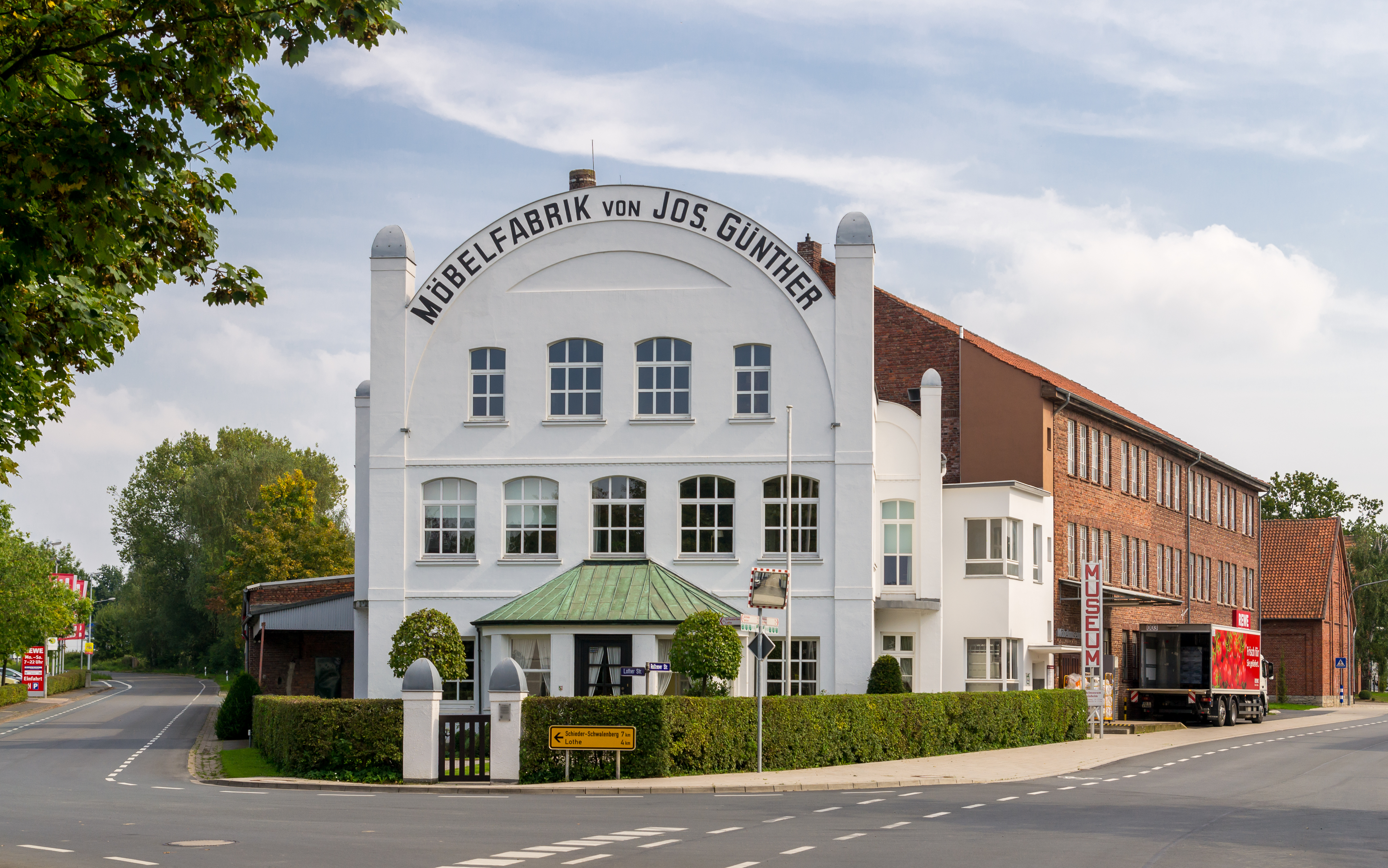
Meubelmuseum
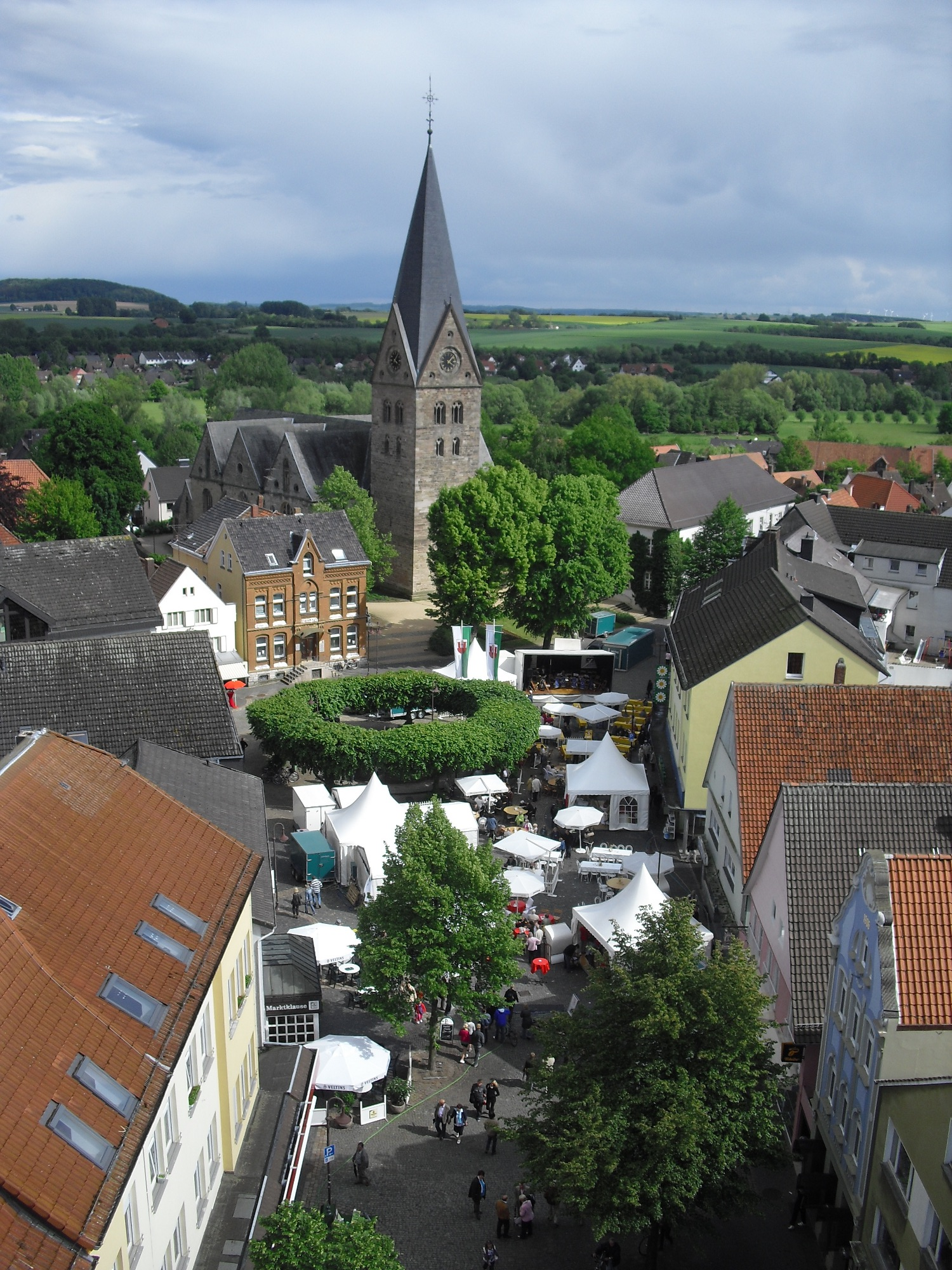
De stad tijdens de jaarlijkse smul-dagen omstreeks 1 mei
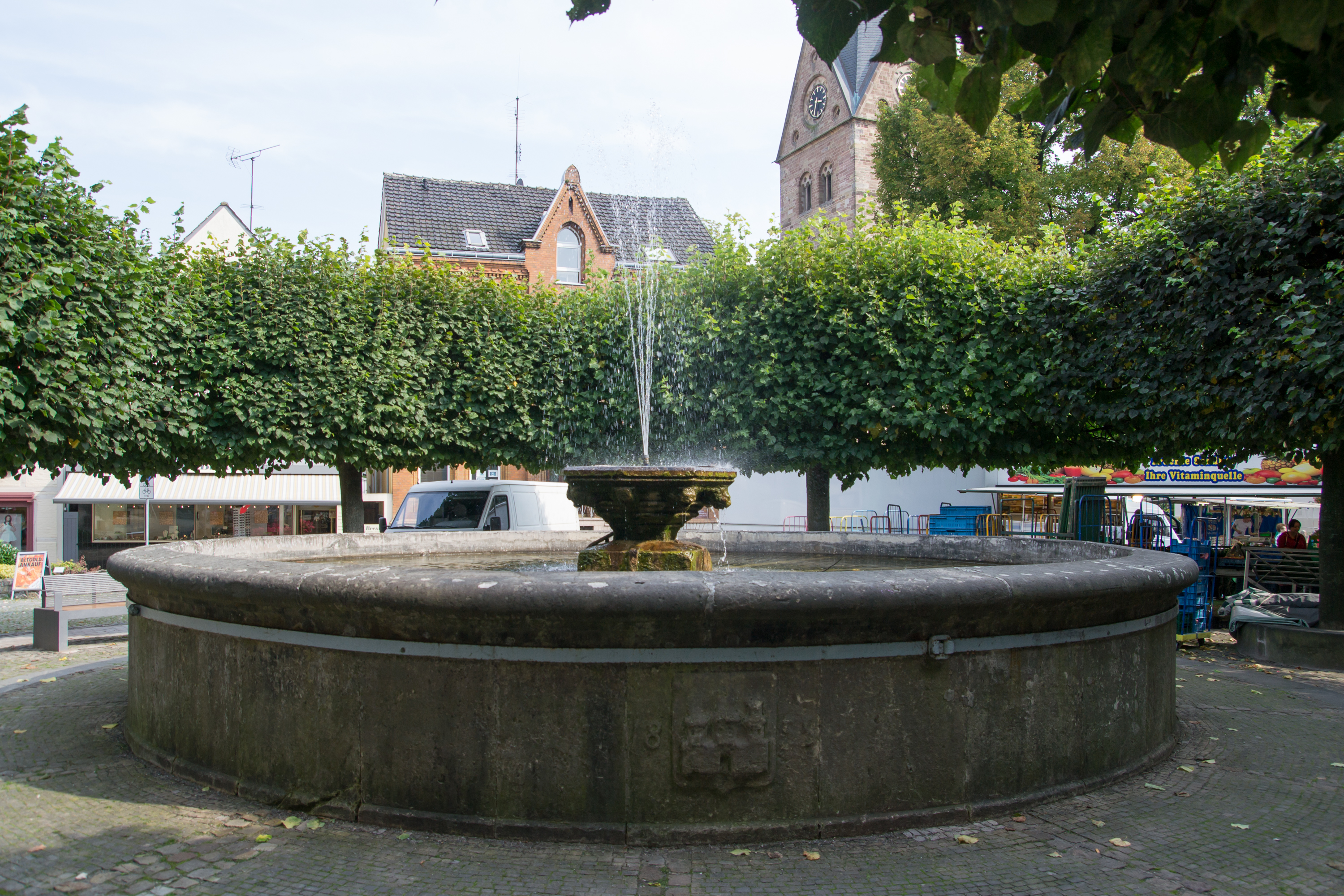
Stadsfontein Kump (1855)
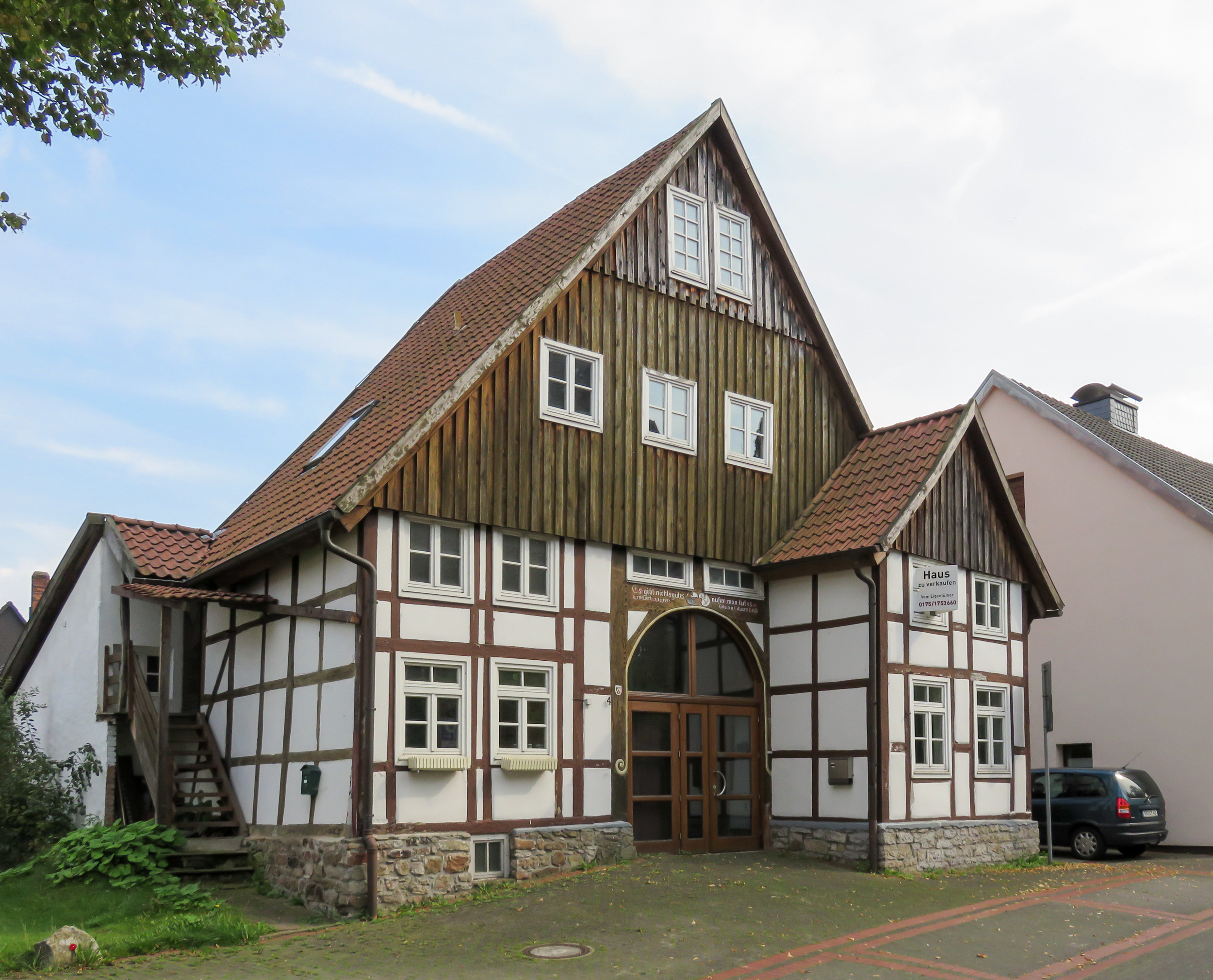
Eén der talrijke, vroeg 19e-eeuwse vakwerkhuizen in de stad
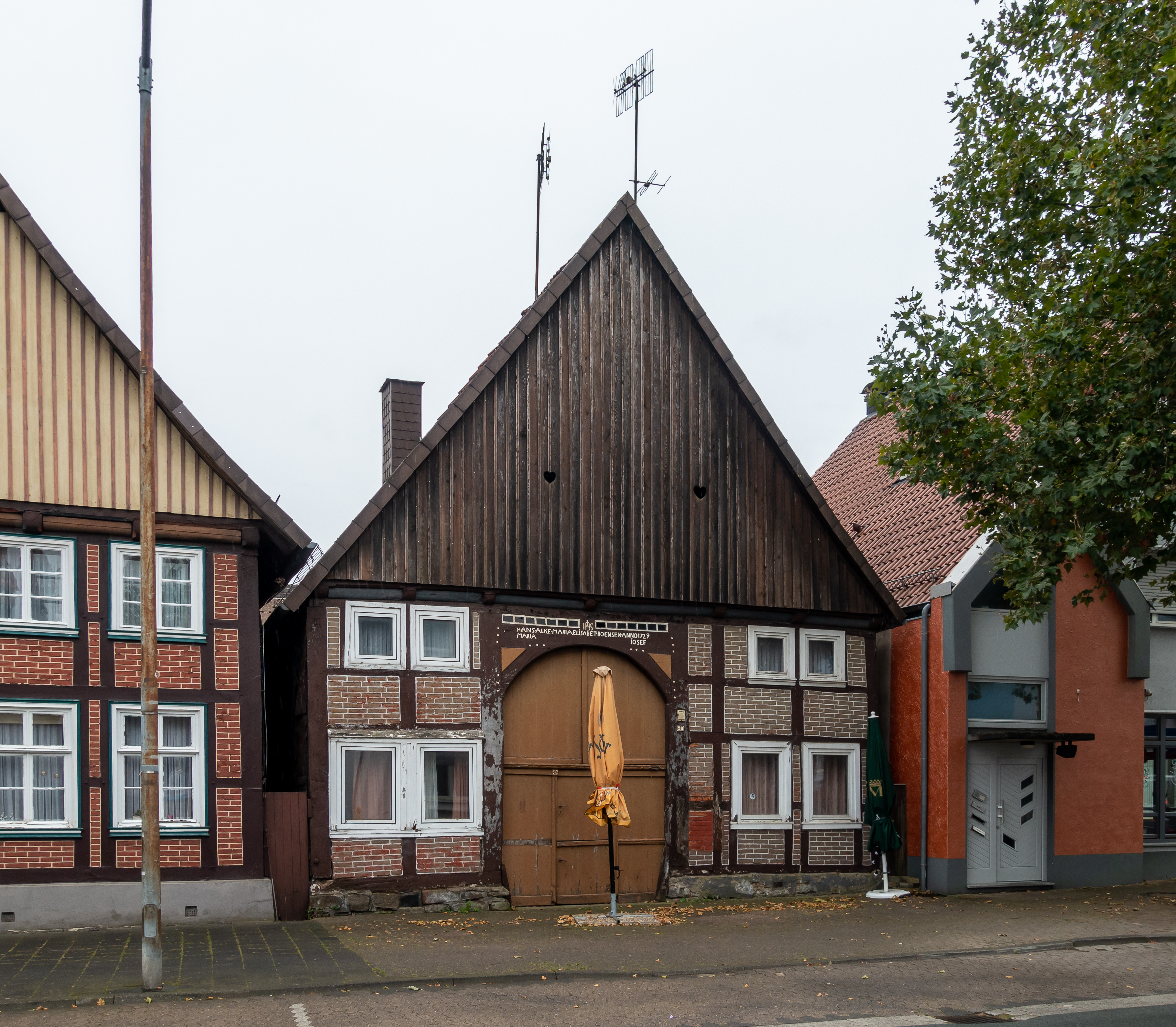
Stadsboerderij (Ackerbürgerhaus) te Steinheim
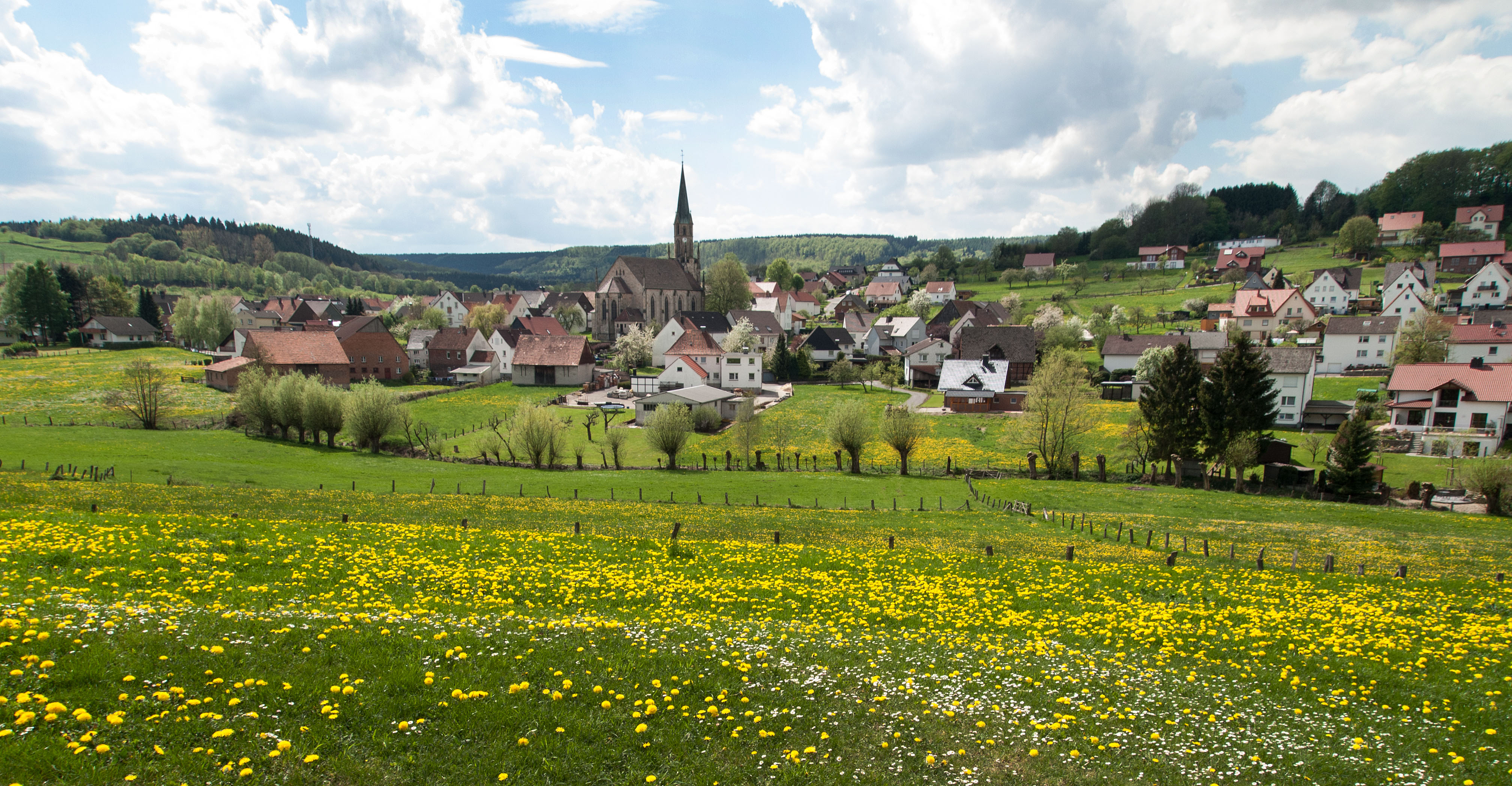
Gezicht op het dorp Sandebeck
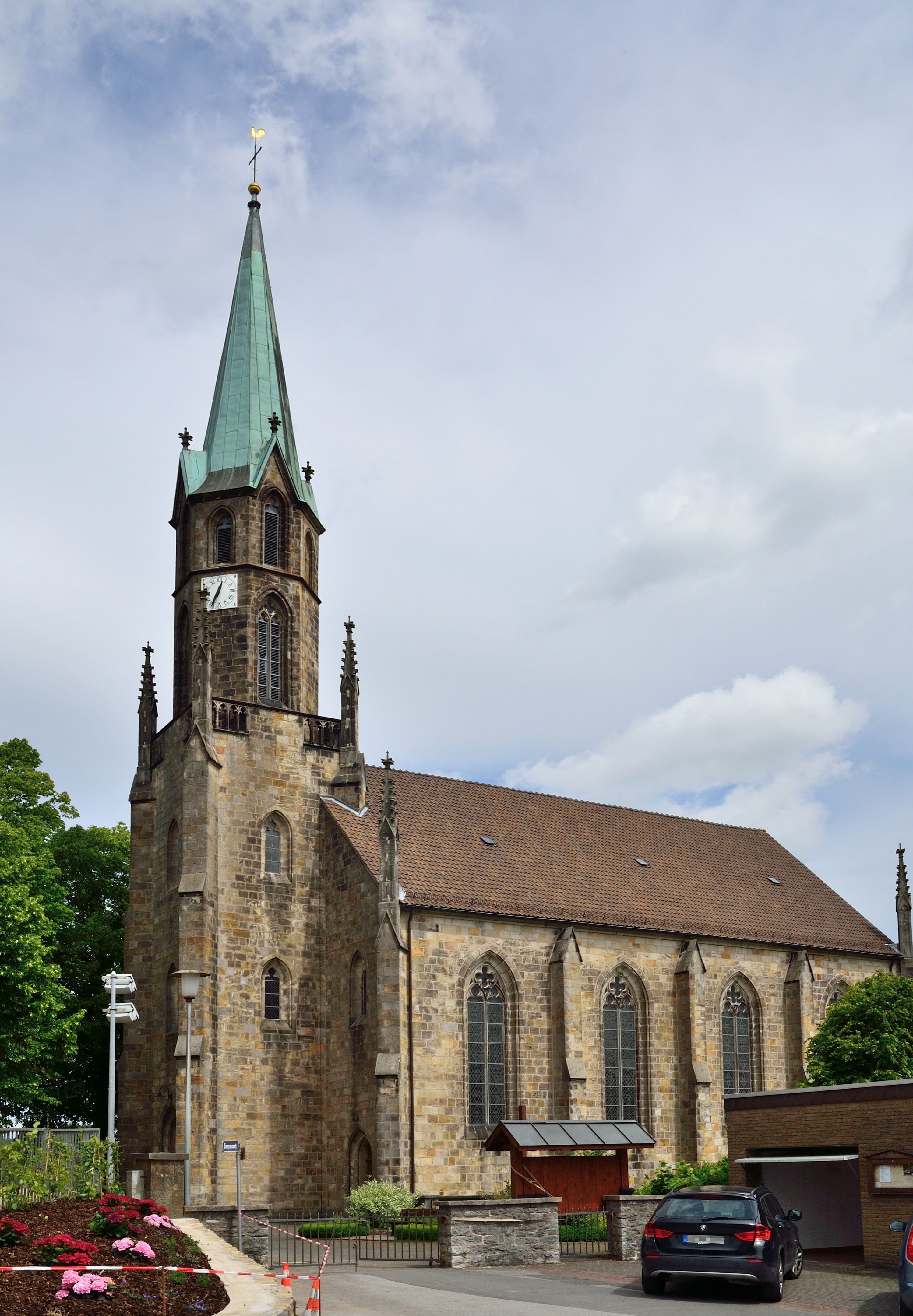
St.Dionysiuskerk (1861) te Sandebeck
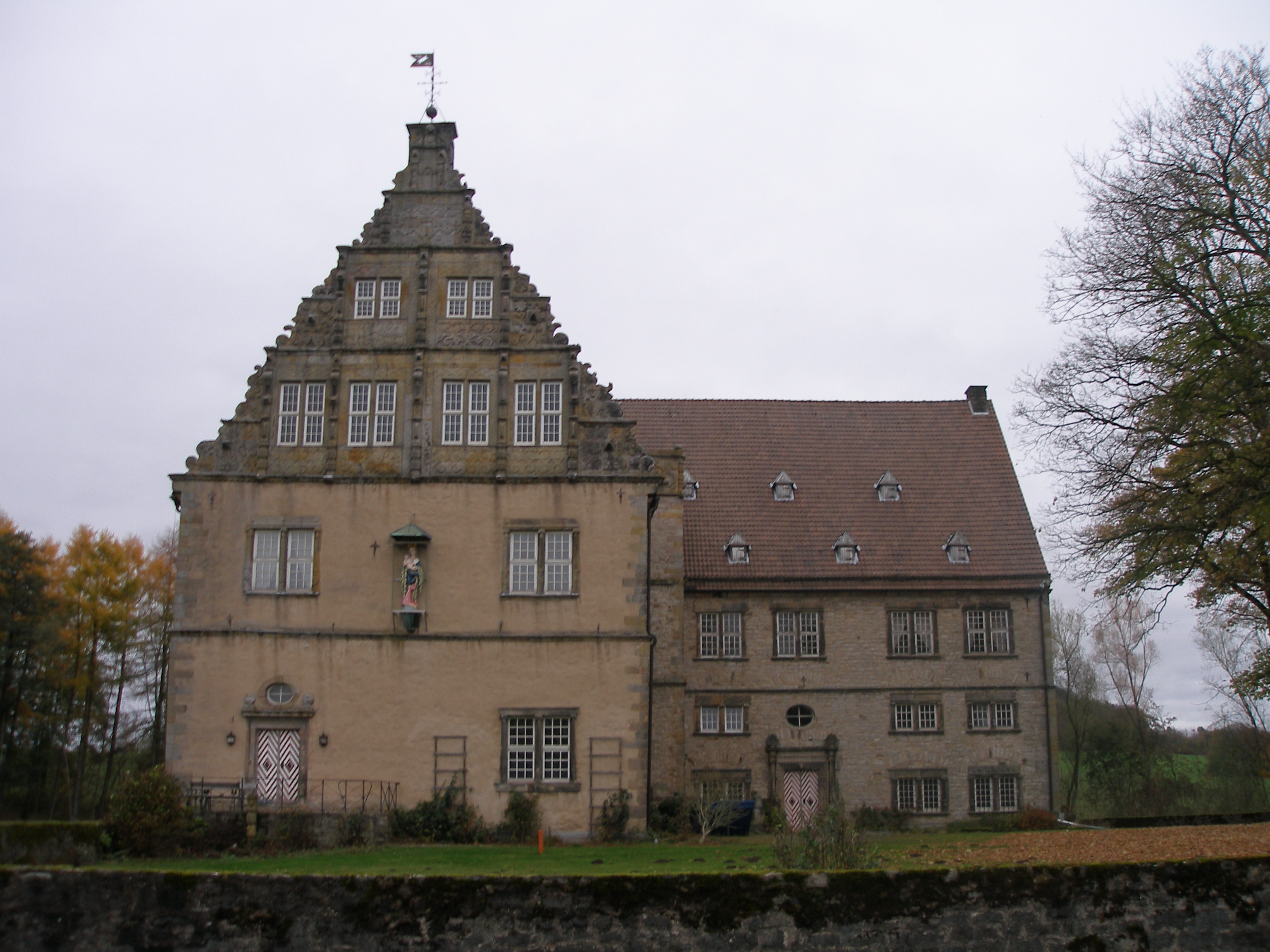
Kasteel Thienhausen (1609) bij Rolfzen
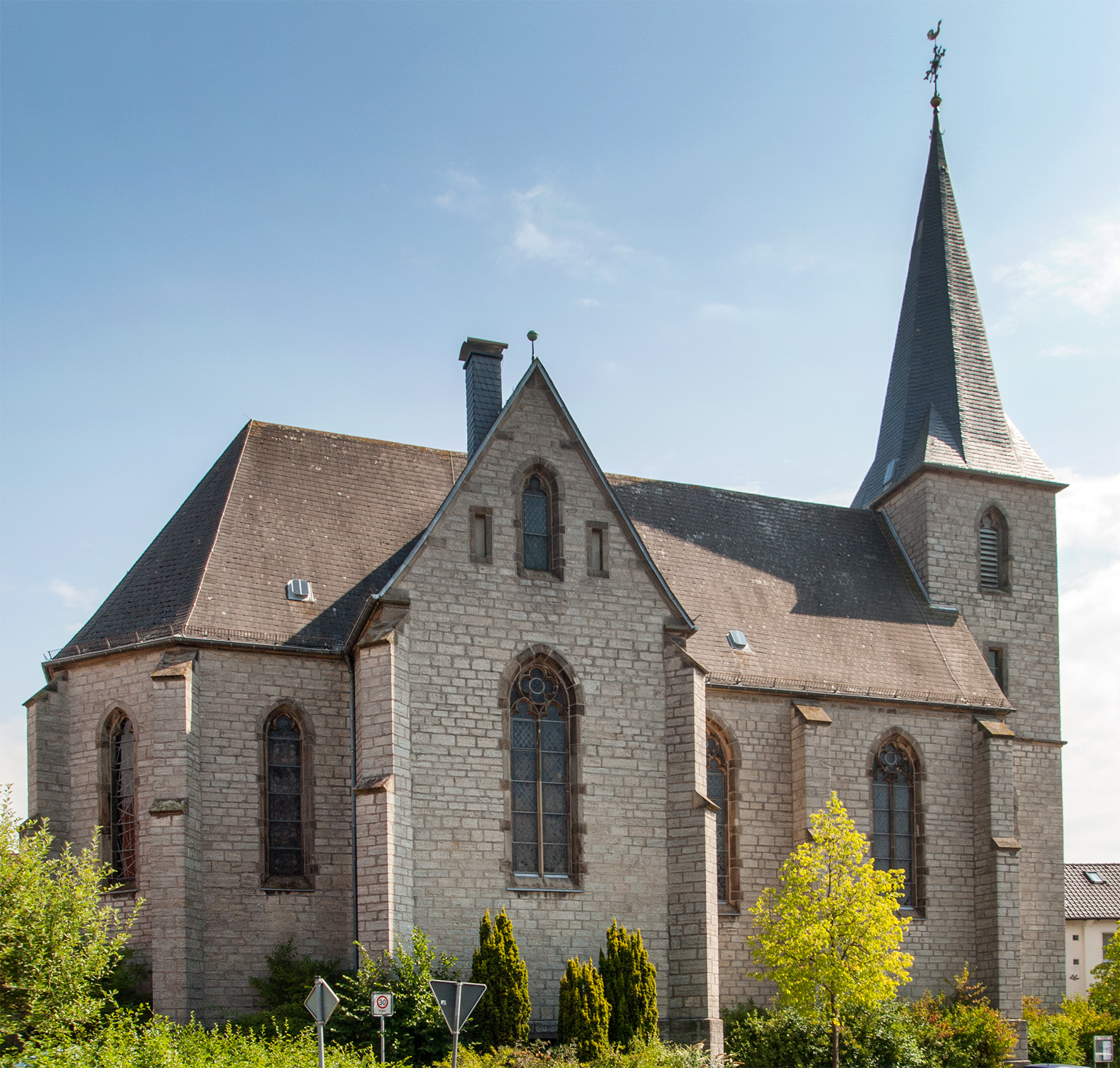
R.K. kerk te Ottenhausen (1901)
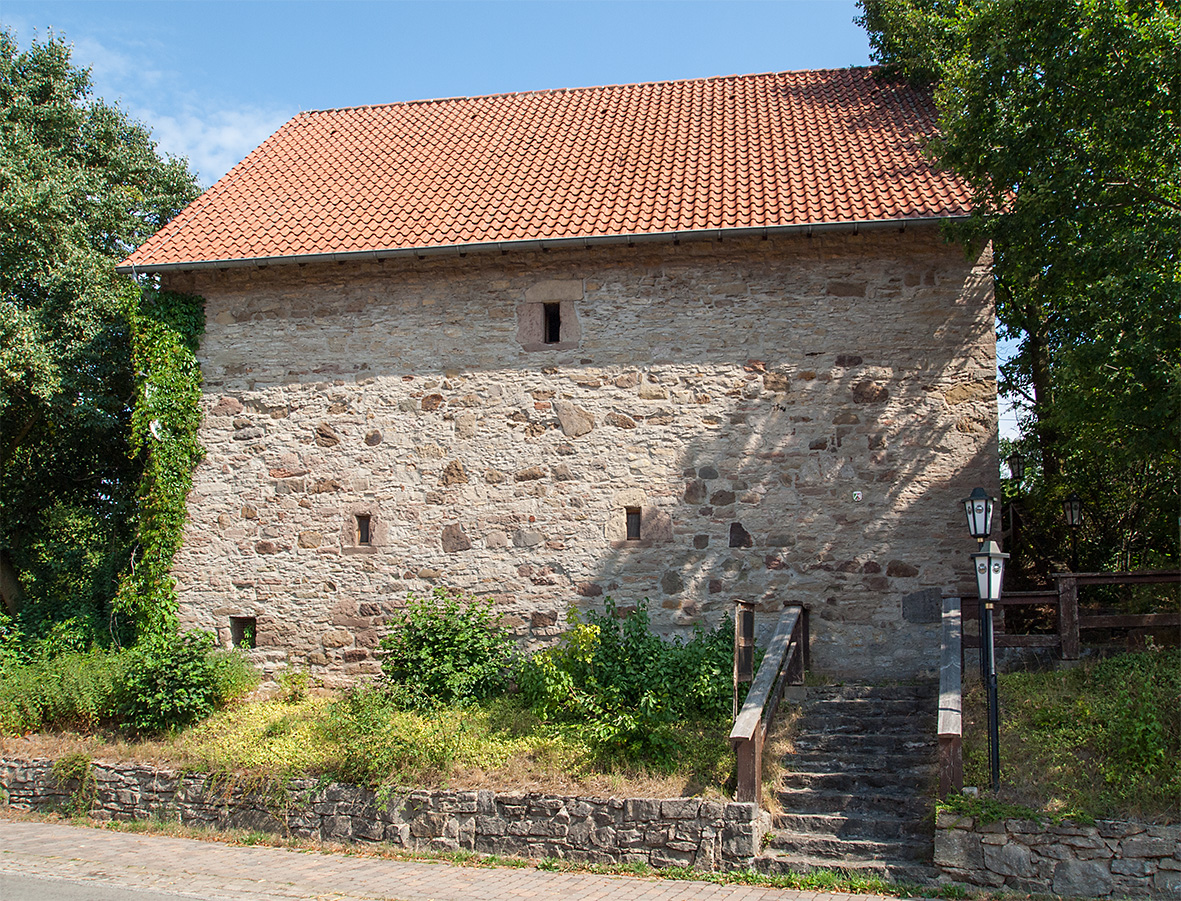
De Bauernburg te Ottenhausen
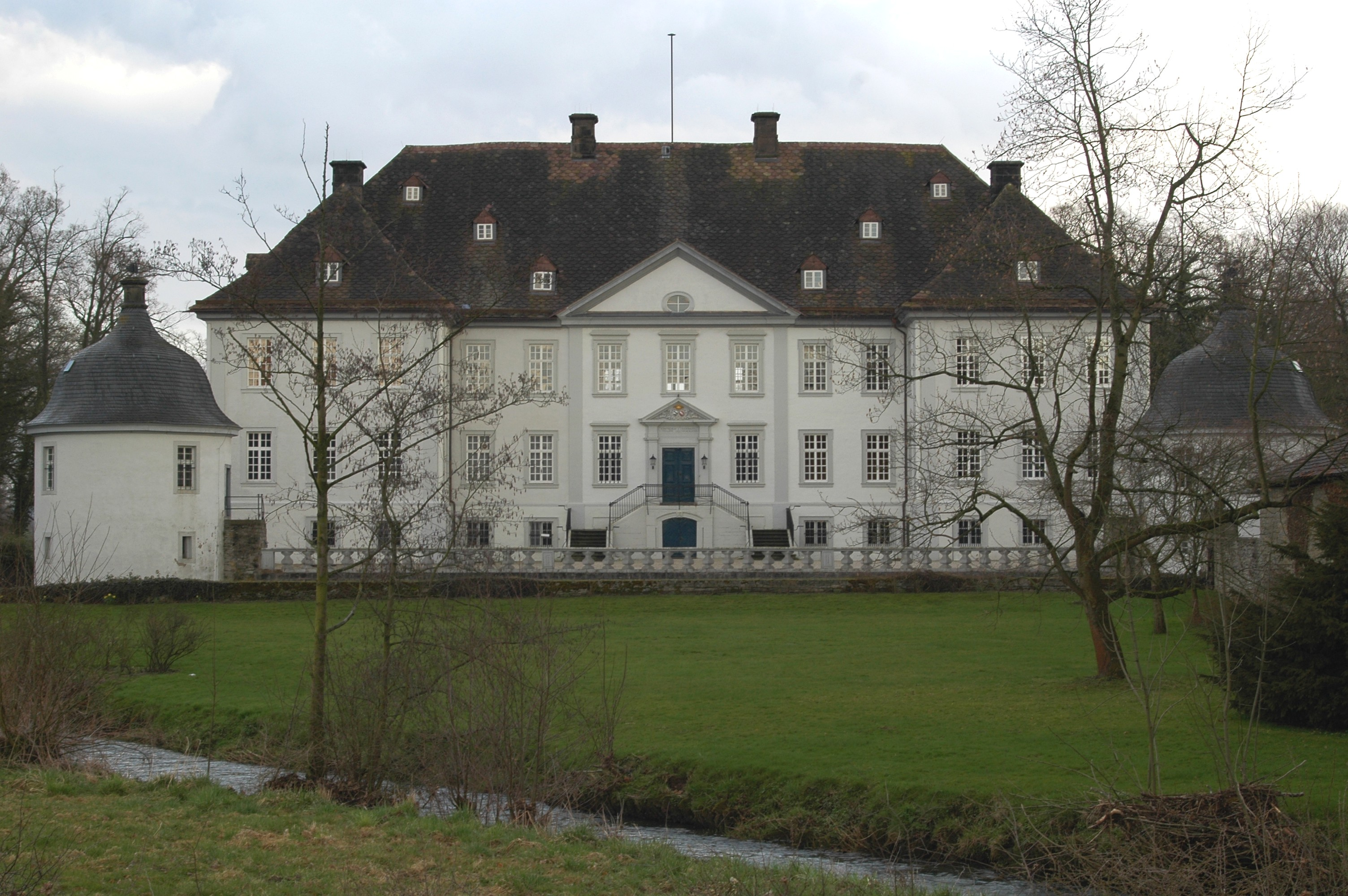
Waterkasteel te Vinsebeck
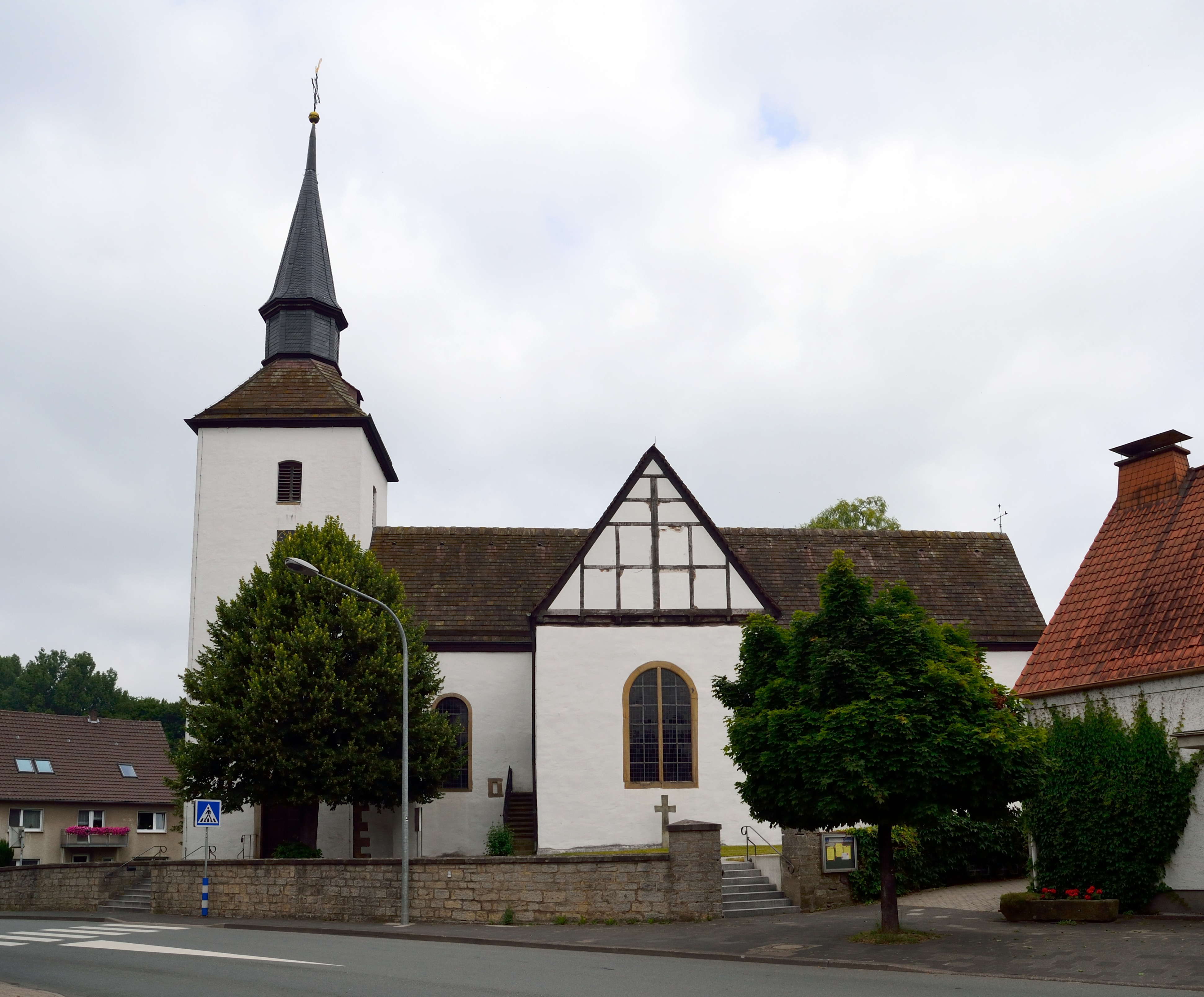
Johannes-de-Doperkerk, Vinsebeck (17e eeuw; toren uit 1740)
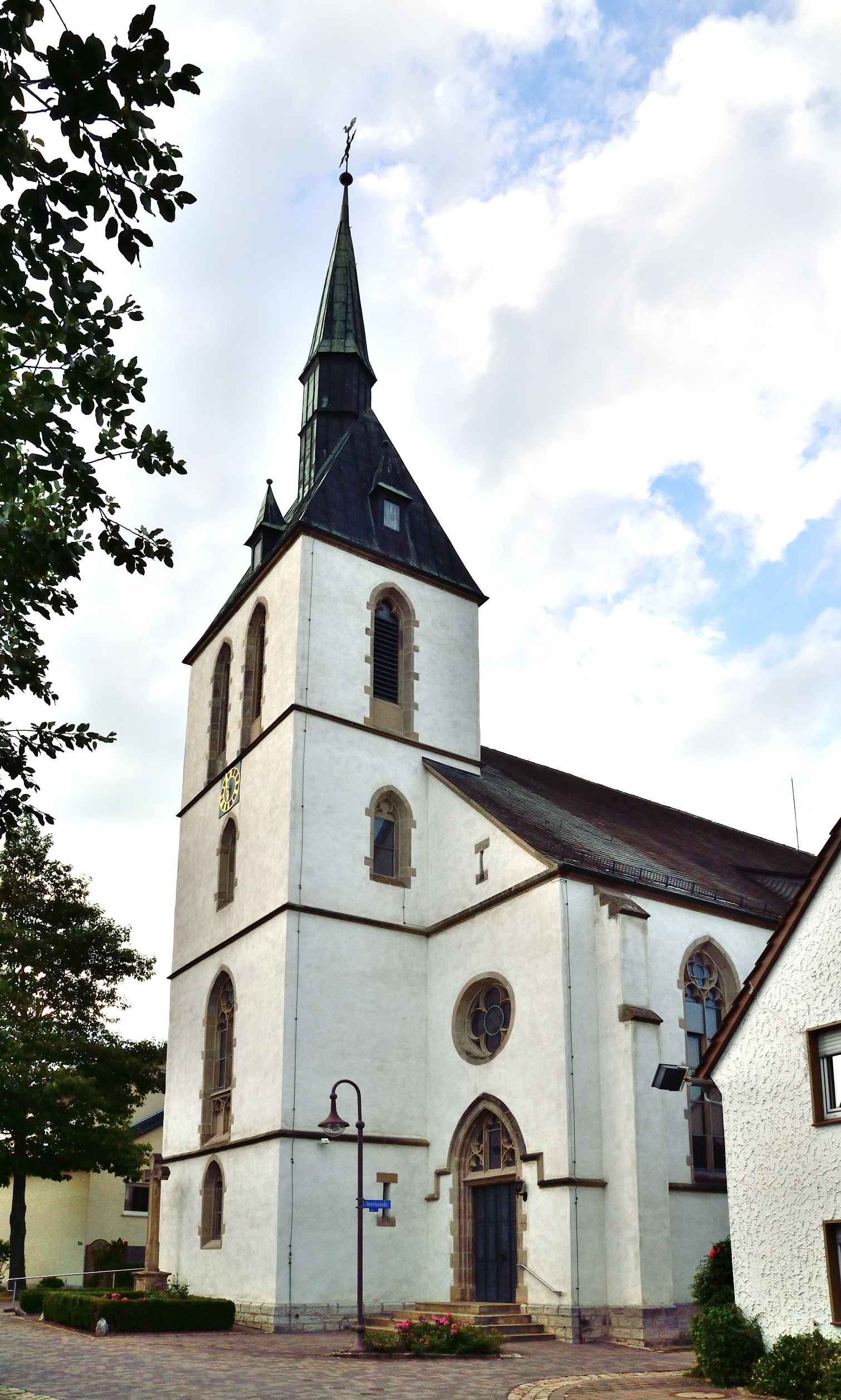
St.-Liboriuskerk, Bergheim (1896)

## Belangrijke personen in relatie tot de gemeente

### Geboren in de huidige gemeente Steinheim
- Reiner Reineccius (geb. 15 mei 1541 in Steinheim ; overl. 16 april 1595 in Helmstedt), professor in de geschiedenis aan diverse universiteiten; wordt door de Steinheimers als de grootste zoon van de stad geëerd
- Femke Soetenga (26 januari 1980), musical-artieste met Nederlandse voorouders, studeerde te Rotterdam, trad in haar jeugd verscheidene malen in musicals op te Vught, daarna teruggekeerd naar Duitsland
- Linda Stahl (2 oktober 1985), atlete

### Overigen
- Friedrich Wilhelm Weber (* te Alhausen, gem. Bad Driburg 1813 - † in het noordelijke buurstadje  Nieheim 1894), Duits politicus en dichter; studievriend van Hoffmann von Fallersleben; rond 1848 politiek actief; vertaalde werk van Alfred Tennyson uit het Engels; werd beroemd door in 1878 een epos te schrijven met de titel Dreizehnlinden, over de strijd tussen Franken en Saksen in de 9e eeuw, dat tot en met de periode van het Derde Rijk in heel Duitsland zeer populaire lectuur was; doordat het in de omgeving van Höxter (stad) en de Abdij van Corvey gesitueerde gedicht naar huidige begrippen in gezwollen taal is geschreven, en vooral omdat het in de nazi-tijd verplichte schoollectuur was, wordt Dreizehnlinden, ondanks dat het geen racistische tendens heeft, nauwelijks nog gelezen. Van 1867-1887 woonde de schrijver in kasteel Thienhausen bij Steinheim.

## Partnergemeentes
Steinheim (Westfalen) onderhoudt jumelages met:
- Haukipudas in Finland
- Busko-Zdrój in Polen
- Szigetszentmiklós in Hongarije
- Specchia in Italië.